# TMPRSS2
TMPRSS2（英語: Transmembrane protease, serine 2、II型膜貫通型セリンプロテアーゼ）は、膜貫通型セリンプロテアーゼをコードする遺伝子。
特に前立腺がん特異的な融合遺伝子（下記）を形成していることが知られる。

## 融合遺伝子
前立腺がんの50%以下の確率で、TMPRSS2-ETS融合遺伝子を形成する。これは後天性の体細胞遺伝子変異系であり、アンドロゲンによってTMPRSS2遺伝子のプロモーターが刺激されることで発現する。
融合相手の遺伝子はETSファミリー転写因子をコードする。前立腺がんによる遺伝子変異は、アメリカでは40% - 80%とされているが、日本では40% - 50%と報告されている。
他方、PI3K/AKTシグナル経路から、PI3K活性を抑えるPTENの変異が報告されているので、抗アンドロゲン療法による治療は、がん発生の初期には有効であるが、中期以降には、このような遺伝因子や、環境因子に配慮した治療が求められる。さらに、抗アンドロゲン治療は一時的であり、多数の非アンドロゲン依存型がん細胞が増殖することでも知られている。

## 参考
- 『NEWエッセンシャル病理学』第六版、p.407-p.438、医歯薬出版、2009年